# Чабурин, Фрол Петрович
Фрол Петрович Чабурин (1918—1986) — командир стрелкового батальона 237-го стрелкового полка 69-й Краснознамённой Севской стрелковой дивизии 65-й армии Центрального фронта, Герой Советского Союза.

## Биография
Родился 17 августа 1918 года в деревне Новая Салынь Брянского уезда (ныне Дубровского района Брянской области) в семье рабочего.
Окончил Красноярскую школу техников железнодорожного транспорта. Работал на станции Боготол.
В Красной Армии с 1935 по 1940 год.
С ноября 1941 года на фронтах Великой Отечественной войны. Окончил курсы усовершенствования командного состава.
3 января 1942 года за отличия по службе присвоено воинское звание «старший лейтенант».
С апреля 1942 года замещал командира батальона в 69-й стрелковой дивизии, а потом во главе батальона сражался на Западном и Брянском фронтах, на Курской дуге. Участвовал в форсировании рек Сев, Десны, Снов и Сож.
В ночь на 16 октября 1943 года со своим подразделением форсировал Днепр у деревни Щитцы Лоевского района Гомельской области Белорусской ССР, захватил и расширил плацдарм на правом берегу Днепра.
Звание Героя Советского Союза присвоено 30 октября 1943 года за проявленные при выполнении задания мужество и героизм.
После войны продолжал службу в армии. В 1947 году он окончил Военную академию имени М. В. Фрунзе. С 1960 года в звании полковника — в запасе.
Жил в Череповце, работал военным руководителем профессионально-технического училища. Умер 28 ноября 1986 года.